# Kyle Isbel
Kyle Isbel (Fontana, California, 3 de marzo de 1997) es un jugador profesional estadounidense de béisbol que se desempeña en la posición de jardinero central en Kansas City Royals, equipo de las Grandes Ligas de Béisbol (MLB).

## Carrera
Fue seleccionado en la tercera ronda en el Draft de la MLB de 2018. En 2021 hizo su debut profesional con el equipo Kansas City Royals, donde lleva jugando cuatro temporadas.